# Deepcut
Deepcut – wieś w Anglii, w hrabstwie Surrey, w dystrykcie Surrey Heath. Leży 47 km na południowy zachód od centrum Londynu.